# 71-301
71-301 (ЛМ-68М4) — российский пассажирский двухсторонний четырёхосный трамвайный вагон с переменным уровнем пола. Производится с 2016 года на ОЭВРЗ. Эксплуатируется в Санкт-Петербурге в трамвайном парке № 7. Вагон оснащён асинхронным тяговым приводом и низкопольной вставкой в середине салона с общей площадью не менее 40 % низкого пола. Имеет по 3 двери с каждой стороны. Экстерьер и интерьер трамвая разработан ООО "НПП «Рост». Облицовка экстерьера и интерьера выполнена из стеклопластика. Вагон оснащён прислонно-сдвижными дверьми с обеих сторон для работы в системе многих единиц в челночном режиме без оборотных колец. В пассажирском салоне установлены два ряда мягких кресел.
Несмотря на официальное наименование «ЛМ-68М4», данная модель не является модификацией вагона ЛМ-68М. Данное наименование трамвай получил из-за того, что на момент заключения контракта (на поставку 4 вагонов в Санкт-Петербург) ему ещё не был присвоен индекс (71-301).